# Echelon Conspiracy - Il dono
Echelon Conspiracy - Il dono (Echelon Conspiracy) è un film del 2009 diretto da Greg Marcks.

## Trama
Max Peterson, che si trova in Thailandia per lavoro, riceve in hotel un misterioso pacco contenente un cellulare e inizia a ricevere nuovi sms (senza un mittente) che gli salvano la vita e gli fanno vincere somme ingenti al casinò. Ben presto, però, Max si ritroverà alle calcagna un agente della sicurezza e alcuni agenti dell'FBI corrotti.